# Thecla rickmanni
Thecla rickmanni är en fjärilsart som beskrevs av William Schaus 1902. Thecla rickmanni ingår i släktet Thecla och familjen juvelvingar. Inga underarter finns listade i Catalogue of Life.